# 陰影施氏油鯰
陰影施氏油鯰，為輻鰭魚綱鯰形目長鬚鯰科的其中一種，分布於南美洲巴拉那河及烏拉圭河流域，體長可達90公分，棲息在河川底水域，屬肉食性，生活習性不明，可做為食用魚及觀賞魚。